# سوزان دوشان
سوزان دوشان (فرانسوی: Suzanne Duchamp‎؛ ۲۰ اکتبر ۱۸۸۹ – ۱۱ سپتامبر ۱۹۶۳) نقاش دادائیست اهل فرانسه بود.

## زندگی
سوزان ۲۰ اکتبر ۱۸۸۹ در فرانسه متولد شد و در خانواده‌ای اهل فرهنگ رشد کرد. خانهٔ آنها مملو از نقاشی‌ها و قلم‌زنی‌های «امیل نیکول» پدر بزرگ مادری‌اش بود و خانواده او به بازی شطرنج، خواندن کتاب، نقاشی و موسیقی علاقه داشتند. برادران بزرگترش هنرمندان موفقی بودند:
- مارسل دوشان، (۱۸۸۷–۱۹۶۸)، نقاش و مجسمه‌ساز
- ژاک ویلون (۱۹۶۳–۱۸۷۵)، نقاش
- ریموند دوشان-ویلون (۱۹۱۸–۱۸۷۶)، مجسمه‌ساز